# Emiel van Hemeldonck
Emiel van Hemeldonck (Zwijndrecht, 29 november 1897 - Arendonk, 13 januari 1981) was een Vlaams schrijver van historische en regioromans over de streek Kempen. Hij gaf zijn werken uit bij uitgeverij Lannoo. Naast zijn activiteiten als schrijver was Van Hemeldonck (hoofd)inspecteur en onderwijzer in het lager onderwijs en vervulde hij de functie van voorzitter van de Vereniging van Kempische schrijvers. Emiel van Hemeldonck was een neef van schrijver Leo Mets.

## Bekroningen
- 1943-1945 - De Professor Emiel Vlieberghprijs voor De harde weg
- 1949 - De Karel Barbierprijs voor De cleyne Keyser
- 1975 - De ANV-Visser Neerlandia-prijs voor zijn aandeel in de culturele integratie van Noord en Zuid, in het bijzonder in de Kempen

- Biografisch Portaal: 18703362
- Digitale Bibliotheek voor de Nederlandse Letteren: heme003
- Gemeinsame Normdatei: 1014223970
- International Standard Name Identifier: 0000 0000 5724 4349
- Library of Congress Control Number: no2007045974
- MusicBrainz: 72a6f4a8-87f6-4785-a054-590fd5041b78
- Nederlandse Thesaurus van Auteursnamen: 06937807X
- Système universitaire de documentation: 094651965
- Virtual International Authority File: 27538768
- WorldCat: E39PBJppBHqCfD4H7rtDgM6R8C